# Babybird
Babybird fue una banda británica de música independiente formada en 1995 y activa hasta principios de 2013, liderada por Stephen Jones, quien desarrolló de forma paralela una carrera en solitario, editando discos tanto con su propio nombre como bajo el seudónimo de Black Reindeer.

## Historia
Jones comenzó a escribir canciones y a grabar maquetas caseras como parte de un grupo de teatro experimental en Nottingham. Sus primeras grabaciones fueron recogidas en la maqueta de 1995 titulada, I Was Born a Man, y que firmó usando en nombre de Babybird. Jones formó la banda para actuar y promocionar este trabajo, para ello contó con los músicos Huw Chadbourn (teclados), Robert Gregory (batería), John Pedder (bajo) y Luke Scott (guitarra).
Durante 1995, publicaron dos álbumes promocionales con canciones extraídas de las maquetas bajo el nombre de Babybird (Bad Shave y Fatherhood) y dos en 1996 (The Happiest Man Alive y Dying Happy). Babybird firmaron con el sello discográfico Echo Records (subsidiario de Chrysalis Group), y en julio de 1996 publicaron su primer sencillo "Goodnight", canción que ya aparecía en la maqueta Fatherhood, y que pasó como un éxito menor en la listan UK Singles Chart.
El segundo sencillo de la banda, "You're Gorgeous", alcanzó el número 3 de las listas de éxitos británicas en octubre de 1996, y fue uno de los sencillos más vendidos del año, entrando en las listas de éxitos de todo el mundo. El sencillo mostró el lado más comercial de la banda, en comparación con el resto del material incluido en el álbum Ugly Beautiful. De este trabajo se extrajeron dos sencillos más, "Candy Girl" y "Cornershop".
Babybird publicó en 1998, There's Something Going On, precedido del sencillo "Bad Old Man". El álbum tuvo una discreta acogida y de él se extrajeron los sencillo promocionales, "If You'll Be Mine" y "Back Together".
En 2000, publicaron su tercer álbum Bugged. Las ventas fueron muy pobres y los dos sencillos publicados, "The F-Word" (más tarde usado como sintonía del programa de cocina del chef Gordon Ramsay, The F Word) y "Out of Sight" ni siquiera entraron en las listas de éxitos. Tras este fracaso comercial, la banda rompió con Echo Records. El tercer sencillo "Fireflies" / "Getaway" fue publicado por el sello Animal Noise Records, pero vendió muy pocas copias. La banda entonces de se divide. Jones continuó por su cuenta, publicando su propio material y creando la música para la película de 2004, Blessed.
En octubre de 2005, una nota en la página web de Babybird anunció que el grupo regresaba con Jones, Scott y Robert Gregory en la nueva formación. El 25 de septiembre de 2005 publicaron el álbum, Between My Ears There Is Nothing But Music.
En agosto de 2009, se anunció que la banda iniciaría una gira de conciertos en el mes de noviembre para promocionar el álbum Ex-Maniac, publicado en febrero de 2010. En la grabación del tema "Unloveable" participó el actor Johnny Depp, declarado fan de la banda. Depp también dirigió el videoclip.
En febrero de 2012, se anunció la participación de Babybird en el LeeStock Music Festival junto a Wheatus en Sudbury, Suffolk.
En 2013, Stephen Jones anunció en su cuanta de Twitter la disolución de Babybird.

## Discografía

### Álbumes de estudio
- 1995 I Was Born a Man (maqueta)
- 1995 Bad Shave (maqueta)
- 1995 Fatherhood (maqueta)
- 1996 The Happiest Man Alive (maqueta)
- 1996 Dying Happy (maqueta)
- 1996 Ugly Beautiful (Echo Records)[7][8]
- 1998 There's Something Going On (Echo Records)
- 2000 Bugged (Echo Records)
- 2006 Between My Ears There Is Nothing But Music
- 2010 Ex-Maniac (Unison Music)
- 2011 The Pleasures of Self Destruction (Unison Music)
- 2015 The Last Album[9]
- 2015 Back to the Womb[10]
- 2016 Life After Death[11]
- 2016 Take My Air[12]

### Álbumes recopilatorios
- 1997 The Greatest Hits
- 2002 The Original Lo-Fi
- 2004 Best of Babybird (Echo Records)
- 2012 The Original Lo-Fi Greatest Hits[13]
- 2013 Outtakes[14]
- 2014 A Personal Lo-Fi Mixtape: Part One[15]
- 2014 A Personal Lo-Fi Mixtape: Part Two[16]
- 2015 Roadkiller[17]
- 2015 Roadtripper[18]
- 2015 Roadfiller[19]
- 2015 Road[20]
- 2015 Missing Lofi Part One[21]
- 2015 Rehearsal Tapes[22]
- 2015 Missing Lofi 2[23]
- 2015 Missing Lofi 3: Songs[24]
- 2015 Missing Lofi 3: Soundtracks[25]
- 2015 Last Album Outtakes[26]
- 2015 Fatherhood2[27]
- 2016 People Do Stupid Things[28]

### Álbumes en directo
- 2012 Live at the Electric Ballroom Bootleg 1996[29]
- 2015 Live Sessions 1995–8 Volume One[30]
- 2015 Live Sessions 1995–8 Volume 2[31]
- 2015 Cambridge Junction 1998[32]
- 2015 Babybird Live in Vienna 2000[33]